# 트릭컬 리바이브
《트릭컬 리바이브》(영어: Trickcal: Revive) 혹은 트릭컬(Trickcal)은 대한민국의 에피드 게임즈가 개발한 롤플레잉 게임이다. 안드로이드 및 iOS 플랫폼으로 발매되었으며, 뒤에 붙은 리바이브는 2021년 트릭컬을 출시한 후 하루도 안되서 오픈 베타로 전환후 뜯어고쳐 2년 만에 다시 정식 출시하게 되어 붙인 부제이다.
부제답게 게임 개발은 3주년이 되었지만, 2023년 9월 27에 출시하여 2024년 9월 28일에 1주년을 맞이했다. 이 와중 개발사인 에피드 게임즈의 대표인 한정현은 자신의 집을 주택담보 대출로 걸어 게임을 개발했으며, 이를 밈으로 활용하기도 하여 유저들에게 '집문서'를 각인시켜 트릭컬하면 집문서를 생각하게 만들었다. 또한 이런 점으로 1년동안 누적 매출 1500만 달러를 달성하였다.
기존에도 밈등을 잘 활용하는 마케팅을 펼쳤으며, 1주년 Q&A에서 부대표와 대표, PD가 플레이어(교주)들이 싫어하는 단어를 할시 물에 빠트리거나 혹은 물벼락을 맞는 예능 형식으로 진행하여, 기존 월간 활성 이용자 수(MAU)가 약 5만명 수준이었으나 첫 공개 당시 10만여 명이 시청하였다. 또한 매출 순위도 역전하여 구글 플레이 매출 순위 8위를 달성하기도 했다. 이 방송에서 한정현 대표는 트릭컬 리바이브를 개발하면서 주택담보 대출을 아직 못 갚았고, 추가로 대출을 받아 일본어 더빙에 거의 다 썼다고 전했다. 최근 인터뷰에서 한정현 대표는 2025년 집을 되찾는게 목표라고 밝혔다. 또한 이 예능으로 20일 동안 450만 달러를 벌어들였다고 추산되었다.

## 개발
2019년 처음 롤더체스(ROLL THE CHESS)라는 이름으로 처음 개발이 시작되었으나, 혹평 일색이었고, 게임의 이름을 트릭컬로 바꾸었다. 이름인 트릭컬은 장난극이라는 의미를 가졌다. 그렇게 2021년 9월 27일 출시했지만, 서버 오픈과 함께 게임의 각종 유료 상품 구매가 구글의 '결제 오류'로 인해 막히면서 OBT로 전환하고 서버를 닫게 된다. 그 후 2년동안 더 다듬고 트릭컬: 리바이브로 다시 탄생하게 되었다.

## 게임 설정 및 플레이
트릭컬 리바이브는 '귀염뽀짝 볼따구 서브컬처 역할수행게임(RPG)'을 표방하는 작품으로, 다양한 캐릭터를 수집하고 각 종족 및 직업 특성에 따른 효과를 고려해 나만의 팀을 갖춰나가는 서브컬처 수집형 RPG이다.세계수라는 나무 아래 펼쳐진 세상 엘리아스, 엘리아스에는 요정, 수인, 엘프, 마녀, 정령, 유령, 용족들이 살고 있으며, 플레이어는 현실 세계에서 엘리아스로 소환된 세계수 교단의 교주가 되어 선교라는 명문하에 게임 속 세계를 정복해 나가는 내용이 주된 컨텐츠이다.
이 외에 이벤트 스토리 느낌의 테마극장이 있으며, 트릭컬 세계관에 등장하는 등장인물 한명을 중심으로 한 이야기를 펼쳐나가는 것이 있다. 첫 테마극장으로는 《멜트다운 버터》가 되었으며 여러 편의 테마극장들이 출시되었다.
트릭컬 세계인 엘리아스의 기본 바탕은 모든 등장 인물들이 한국어와 약간 변형된 현대 한글인 '헌글'을 사용하며, 밈들이 주를 이루고 있으며, 이로 인해 일본이나 대만등의 현지화에 걸림돌이 되는게 아닌가 하는 걱정도 가지고 있다.

## 스토리 / 서사
트릭컬 리바이브는 서사와 설정을 통해 이용자들에 감동을 주는 것이었다. 인터뷰에서 처음부터 어른을 위한 동화를 생각했고, 별 것 아닌 것이 나중에 숨은 복선으로 나타나도록 하는 것에 강점이 있어 이를 잘 살렸다고 설명하였다.

### 메인 스토리
메인 스토리는 테마극장이 있기 전의 이야기로, 테마극장을 받혀주거나 혹은 엘리아스의 대략적인 세계관 얼개에 대한 서사를 담당한다.
세계수와 세계수가 지탱하는 엘리아스, 요정들이 사는 에르피엔에 설탕이 다 떨어져서 반란이 벌어졌을때 평범하게 지구, 대한민국 에서 살던 플레이어는 이 반란에 요정 여왕인 에르핀과 이 세계를 유지하는 세계수를 섬기는 세계수 교단의 사제장인 네르와 마주치게 된다. 네르는 플레이어가 인간이라는 소리를 듣고 강제로 교주를 시키고, 교주가 된 플레이어는 이 문제들을 해결하면서 엘리아스에 살지만 연합하진 않는 수인, 엘프, 마녀, 정령, 유령, 용족들과 요정들을 함께 연합하게 하는 중심점이 되게 된다.

## 사건사고
- 멜트다운 버터 이전까지 여러 구설수에 오르면서 매우 잘타올랐으며, 대표는 스토리 작가에게 '망했는데 어짜피 스스로 디스하는것이 더 나은거 아니겠나' 를 말해서 이 내용을 삽입하게 되었다.[1]

그리고 신캐가 더 나오지 않도록 트릭컬을 서비스 종료시킬 것이다!— 멜트다운 버터 테마 극장중 버터

## 참고 문헌
1. 1 2 3 4 5 6  윤서호 (2023년 9월 26일). “`흙속 진주` 한국 모바일 게임, 이제 세계시장서 대박내겠다”. 《인벤》. 2024년 10월 27일에 확인함.
2. 1 2  현남일 (2021년 9월 28일). ““정식 서비스 취소하고 베타로 전환” 트릭컬, BM부터 손본다”. 《디스이즈게임》. 2024년 10월 28일에 확인함.
3. 1 2 3 4  윤서호 (2024년 9월 20일). “[인터뷰] 집을 걸고 달려온 1주년, '트릭컬' 그 집념과 폭소의 이야기”. 《인벤》. 2024년 10월 27일에 확인함.
4. 1 2  박준수 (2024년 10월 2일). ““집문서 걸고 부활, 마침내 떡상” ... ‘트릭컬 리바이브’, 구글 매출 7위 ‘쾌거’”. 《경향게임즈》. 2024년 10월 27일에 확인함.
5. 1 2  조건희 (2024년 10월 23일). “트릭컬 리바이브, 1주년 이벤트로 450만 달러 매출”. 《게임샷》. 2024년 10월 27일에 확인함.
6. ↑  윤서호 (2024년 10월 1일). “주택담보대출 상환 가능할까, '트릭컬 리바이브' 역주행”. 《인벤》. 2024년 10월 27일에 확인함.
7. ↑  현남일 (2020년 10월 9일). “롤더체스에서 트릭컬까지… 이 게임, 어디까지 개발되었을까?”. 《디스이즈게임》. 2024년 10월 28일에 확인함.
8. ↑  박정은 (2024년 7월 4일). “[이달의 우수게임 2024 상반기]프론티어 부문 에피드게임즈 '트릭컬 리바이브'”. 《전자신문》. 2024년 10월 27일에 확인함.
9. ↑  엘리아스의 엘프들의 기원에는 직접적으로 인디펜던스 데이, 리사 수, 서울디지털국가산업단지등의 밈들이 바탕으로 자리하고 있다.
10. ↑  김형근 (2024년 10월 24일). “[인터뷰] '트릭컬 리바이브' 1주년 에피드게임즈 "악몽 끝에 맞은 꿈 같은 시간…자만 않을 것"”. 《데일리게임》. 2024년 10월 28일에 확인함.
11. ↑  캐릭터(사도) 스토리 중 야쿠르트 아줌마, 야인시대밈과 더불어 네르가 교주 숙제로 시킨 수양록 쓰기에서도 문제가 없는 것으로 보여진다